# Scooby-Doo (film)
 For alternative betydninger, se Scooby-Doo (flertydig). (Se også artikler, som begynder med Scooby-Doo)
Scooby-Doo er en amerikansk eventyrkomedie fra 2002. Filmen er instrueret af Raja Gosnell, og har Freddie Prinze Jr., Sarah Michelle Gellar, Matthew Lillard og Linda Cardellini i hovedrollerne, samt Neil Fanning som stemmen til Scooby-Doo.
Filmen er baseret på TV-serien om Scooby-Doo, skabt af William Hanna og Joseph Barbera. Fortsættes i Scooby Doo 2 - Uhyrerne er løs (2004).

## Medvirkende
- Matthew Lillard som Norville 'Shaggy' Rogers (Stubbe)
- Freddie Prinze Jr. som Fred Jones
- Sarah Michelle Gellar som Daphne Blake
- Linda Cardellini som Velma Dinkley
- Rowan Atkinson som Mondavarious
- Isla Fisher som Mary Jane
- Charles Cousins som Metal Head
- Remi Broadway som Soda Guy
- Scott Innes som Scooby Doo (stemme)
- Andrew Prine som Professor Ackland